# Hadschi Halef Omar

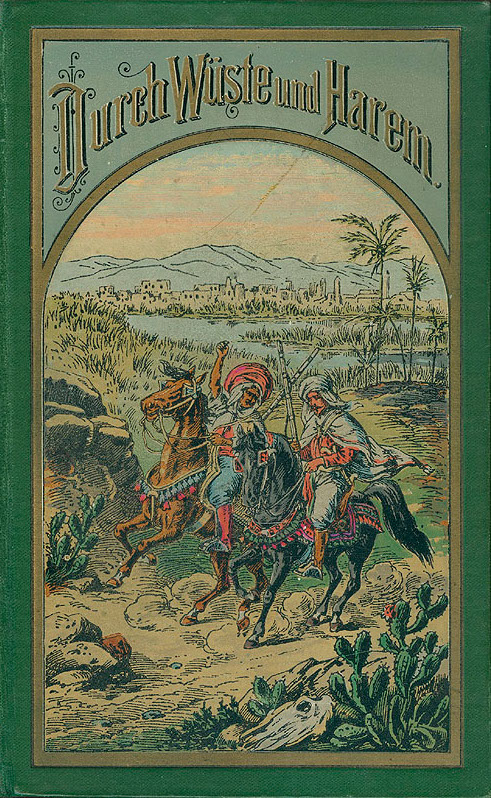
Couverture de Durch Wueste und Harem

Hadschi Halef Omar Ben Hadschi Abul Abbas Ibn Hadschi Dawuhd al Gossarah est un personnage des romans d'aventure de Karl May. Après Winnetou et Old Shatterhand, c'est l'un des personnages les plus connus de son œuvre, dans ses romans qui se déroulent dans l'Empire ottoman.

## Description
Halef, comme il est communément appelé, est le compagnon du narrateur Kara Ben Nemsi dans ses voyages périlleux à travers l'Empire ottoman. D'abord courageux serviteur, il devient au fil des livres un compagnon fidèle et un ami. De plus, il obtient une promotion sociale, passant du simple bédouin puis membre respecté de son clan à cheikh des Haddedihn des Shammars.
Après avoir tenté de dissuader Kara Ben Nemsi de se convertir au christianisme, celui-ci adopte peu à peu la manière d'agir et de penser de cette religion. À la fin du voyage, il est "musulman seulement en apparence" puis convertit officiellement lui et sa famille au christianisme, tout en conservant son statut parmi les Haddedihn.
Contrairement aux romans en Amérique, où le narrateur Old Shatterhand et son frère de sang Winnetou sont deux "super-héros", Halef est un personnage avec des faiblesses, ce qui valorise le héros Kara Ben Nemsi. Petit et maigre, agissant souvent sans réfléchir, mais brave, plein d'ingéniosité et de ruse, Halef est un gars sympathique dont la faiblesse plus importante est son penchant pour les fanfaronnades.
Halef est marié à Hanneh qu'il loue de manière très fleurie. Il s'occupe du fils de Kara Ben Nemsi, qui joue un rôle important dans les romans ultérieurs.
Le nom de Hadschi se réfère à un musulman qui a fait le pèlerinage (hajj) à La Mecque comme le Coran le prescrit. Son nom entier signifie que Halef Omar lui-même, son père Abul Abbas ainsi que son grand-père Dawuhd al Gossarah ont aussi fait le hajj. Dans Les Bannis du désert (Durch die Wuste), quand Kara Ben Nemsi fait sa connaissance, il reconnaît que ni lui ni ses ancêtres n'y sont allés et qu'il ne devrait pas s'appeler Halef Omar. Mais Kara Ben Nemsi lui permet de venir enfin à La Mecque. Halef a fait un mariage en accord avec Hanneh, car seules les femmes mariées ont le droit de pénétrer la Cité Sainte. Ils tombent amoureux plus tard et il n'a pas besoin de se donner de nouveau à elle, lorsqu'il acquiert sa place au sein des Haddedihn, auxquels elle appartient.

## Œuvres où apparaît Hadschi Halef Omar
- Les Bannis du désert (Durch die Wuste), 1892-1895
- Durchs wilde Kurdistan (1892)
- Von Bagdad nach Stambul (1892)
- In den Schluchten des Balkan (1892)
- Durch das Land der Skipetaren (1892)
- Der Schut (1892)
- Orangen und Datteln (1893, Anthologie):
  - Eine Ghasuah
  - Nûr es Semâ. – Himmelslicht
  - Christi Blut und Gerechtigkeit
  - Mater dolorosa
- Im Lande des Mahdi III (1896)
- Auf fremden Pfaden (1897, Anthologie):
  - Blutrache
  - Der Kys-Kaptschiji
  - Maria oder Fatima
- Im Reiche des silbernen Löwen I (1898)
- Die "Umm ed Dschamahl" (1898)
- Im Reiche des silbernen Löwen II (1898)
- Am Jenseits (1899)
- Im Reiche des silbernen Löwen III (1902)
- Im Reiche des silbernen Löwen IV (1903)
- Bei den Aussätzigen (1907)
- Abdahn Effendi (1908)
- Merhameh (1909)
- Ardistan und Dschinnistan I (1909)
- Ardistan und Dschinnistan II (1909)

### Films tournés d'après des œuvres de Karl May
- Auf den Trümmern des Paradieses (de) (1920): Meinhart Maur dans le rôle de Halef (= H) et Carl de Vogt dans celui de Kara Ben Nemsi (= KBN)
- Die Todeskarawane (1920): Meinhart Maur (H) et Carl de Vogt (KBN)
- Die Teufelsanbeter (de) (1921): Meinhart Maur (H) et Carl de Vogt (KBN)
- Durch die Wüste (de) (1936): Heinz Evelt (H) und Fred Raupach (KBN)
- Die Sklavenkarawane (1958): Georg Thomalla (H) et Viktor Staal (KBN)
- Le Lion de Babylone (1959): Georg Thomalla (H) et Helmuth Schneider (KBN)
- Mit Karl May im Orient (de) (1963, Série TV de 6 épisodes): Osman Ragheb (H) et Harry Walter (KBN)
- Au pays des Skipétars (1964): Ralf Wolter (H) et Lex Barker (KBN)
- Mission dangereuse au Kurdistan (Durchs wilde Kurdistan) de  Franz Josef Gottlieb (1965): Ralf Wolter (H) et Lex Barker (KBN)
- Im Reiche des silbernen Löwen (1965): Ralf Wolter (H) et Lex Barker (KBN)
- Kara Ben Nemsi Effendi (de) (1973/75, Série TV de 26 épisodes): Heinz Schubert (H) et Karl-Michael Vogler (KBN)

## Musique
Les groupes Dschinghis Khan (en 1979) et Die Doofen (en 1995) ont sorti une chanson chacun s'appelant Hatschi Halef Omar.

## Source, notes et références
- (de) Cet article est partiellement ou en totalité issu de l’article de Wikipédia en allemand intitulé « Hadschi Halef Omar » (voir la liste des auteurs).